# Lijst van rijksmonumenten in Purmerend (gemeente)
De gemeente Purmerend telt 120 inschrijvingen in het rijksmonumentenregister. Hieronder een overzicht.

## Middenbeemster
De plaats Middenbeemster telt 66 inschrijvingen in het rijksmonumentenregister. Zie Lijst van rijksmonumenten in Middenbeemster voor een overzicht.

## Noordbeemster
De plaats Noordbeemster telt 9 inschrijvingen in het rijksmonumentenregister:
| Object                  | Oorspronkelijke functie?  | Bouwjaar | Architect | Locatie             | Coördinaten?                  | Nr.?   | Afbeelding        |
| ----------------------- | ------------------------- | -------- | --------- | ------------------- | ----------------------------- | ------ | ----------------- |
| Houten schuur           | Opslag                    | 1850     |           | Noorddijk 21        | 52° 34' 55" NB, 4° 57' 13" OL | 511352 | Meer afbeeldingen |
| Voormalige dienstwoning | Dienstwoning              | 1850     |           | Noorddijk 22        | 52° 34' 54" NB, 4° 57' 12" OL | 511353 | Meer afbeeldingen |
| Polderhuis              | Bestuursgebouw en onderdl | 1850     |           | Noorddijk 23        | 52° 34' 53" NB, 4° 57' 12" OL | 511354 | Meer afbeeldingen |
| Gietijzeren steektrap   | Stoep                     | 1890     |           | Noorddijk bij 23    | 52° 34' 53" NB, 4° 57' 12" OL | 511355 | Meer afbeeldingen |
| Gietijzeren spijlenhek  | Erfscheiding              | 1850     |           | Noorddijk bij 23-22 | 52° 34' 53" NB, 4° 57' 12" OL | 511356 | Meer afbeeldingen |
| Hovenberg               | Boerderij                 | 1889     |           | Jisperweg 19        | 52° 35' 7" NB, 4° 54' 23" OL  | 511361 | Hovenberg         |
| Zonnehoek               | Boerderij                 | 1869     |           | Middenweg 2         | 52° 36' 37" NB, 4° 57' 2" OL  | 511362 | Meer afbeeldingen |
| Beemsters Wapen         | Boerderij                 | 1884     |           | Middenweg 44        | 52° 34' 58" NB, 4° 56' 3" OL  | 511363 | Beemsters Wapen   |
| De Vlijthoeve           | Boerderij                 | 1852     |           | Middenweg 45        | 52° 34' 54" NB, 4° 55' 57" OL | 511364 | De Vlijthoeve     |

## Purmerend
De plaats Purmerend telt 30 inschrijvingen in het rijksmonumentenregister. Zie Lijst van rijksmonumenten in Purmerend voor een overzicht.

## Westbeemster
De plaats Westbeemster telt 15 inschrijvingen in het rijksmonumentenregister. Zie Lijst van rijksmonumenten in Westbeemster voor een overzicht.
Aalsmeer ·
Alkmaar ·
Amstelveen ·
Amsterdam ·
Bergen ·
Beverwijk ·
Blaricum ·
Bloemendaal ·
Castricum ·
Den Helder ·
Diemen ·
Dijk en Waard ·
Drechterland ·
Edam-Volendam ·
Enkhuizen ·
Gooise Meren ·
Haarlem ·
Haarlemmermeer ·
Heemskerk ·
Heemstede ·
Heiloo ·
Hilversum ·
Hollands Kroon ·
Hoorn ·
Huizen ·
Koggenland ·
Landsmeer ·
Laren ·
Medemblik ·
Oostzaan ·
Opmeer ·
Ouder-Amstel ·
Purmerend ·
Schagen ·
Stede Broec ·
Texel ·
Uitgeest ·
Uithoorn ·
Velsen ·
Waterland ·
Wijdemeren ·
Wormerland ·
Zaanstad ·
Zandvoort